# Palaeotropus uniporum
Palaeotropus uniporum is een zee-egel uit de familie Palaeotropidae.
De wetenschappelijke naam van de soort werd in 2006 gepubliceerd door Alexander Mironov.